# Банска-Бистрица (замок)
Городской замок Банска-Бистрицы (словац. Mestský hrad v Banskej Bystrici) — замок в центре города Банска-Бистрица. Входит в список национальных памятников культуры Словакии.

## История
Крепость возникла вокруг романского костёла св. Марии в XV веке. Вокруг возникли укрепления с бастионами и новые постройки. В настоящее время в ареале крепости существует несколько музеев.